# 倒地鈴
倒地鈴（學名：Cardiospermum halicacabum），是一種隸屬無患子科的植物。倒地鈴具備鑑賞價值，不過鑑賞的對象並不是它的花朵，而是其形態仿如氣球一般的果實。在日本又被稱為風船葛（フウセンカズラ）（日文「風船」指氣球）。

## 形態
倒地鈴有蔓藤植物的特質，屬於一年生植物。葉子尖端呈三叉狀，葉質柔軟，葉緣呈鋸齒狀。每年的七月至九月左右會生出直徑大概只有5毫米的小花，而它的綠色果實則會以氣球狀的形態漸漸膨脹起來，這些倒地鈴所呈現的氣球形態相當有趣，是綠化屋頂的好選擇。倒地鈴的種子也呈球形，表殼以黑色為主，殼上有一個白色的心形圖案，整體形象類似小型的七葉樹種子，而白色的心形部分也容易令人聯想到猴子。

## 療效
有清熱、利尿、健胃、涼血、活血、解毒之效，可治糖尿病、疔瘡、水泡瘡、疥癩、便秘、小便不利、肺炎、肝炎、黃疸、淋病、結石症、風濕症、疝氣腰痛、陰囊腫痛、跌打損傷、蛇咬傷等。
而相關文獻所載之重要驗方有：
- 治不明發熱，且體溫時退時升：扒藤炮仔草3~5錢，水煎服。《臺灣鄉野藥用植物(1)》
- 治百日咳：倒地鈴乾草3~5錢，水煎調冰糖服。《閩南民間草藥》
- 治二便不通：乾倒地鈴5錢，煎湯沖黃酒服。《泉州本草》
- 治諸淋：乾倒地鈴3錢、金錢薄荷2錢，煎湯服。《泉州本草》
- 治糖尿病：粽仔草鮮草2兩，煎服。《泉州本草》
- 治疔毒：倒地鈴鮮草合冷飯粒及食鹽少許搗敷患處。《泉州本草》

## 外部連結
- 倒地鈴, Daodiling （页面存档备份，存于） 藥用植物圖像數據庫 (香港浸會大學中醫藥學院) （繁體中文）（英文）

## 圖片

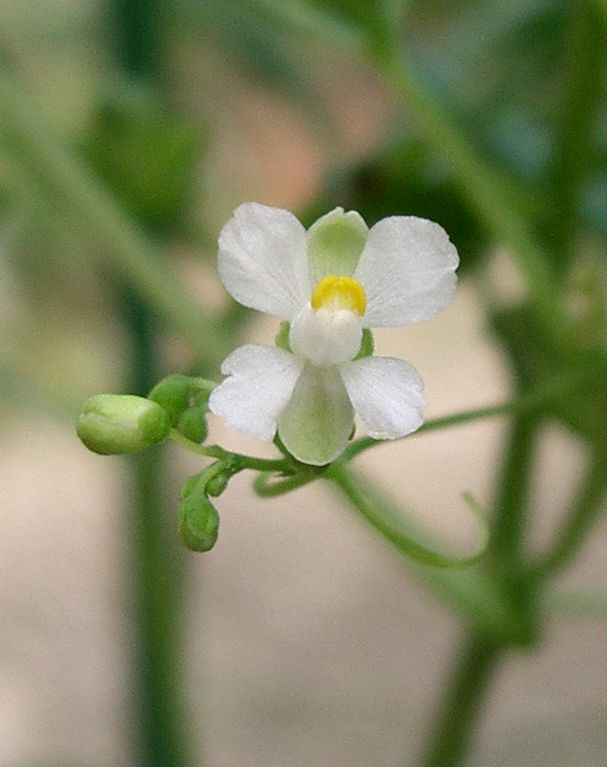
倒地鈴的花朵
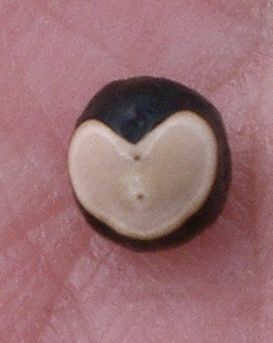
倒地鈴的種子
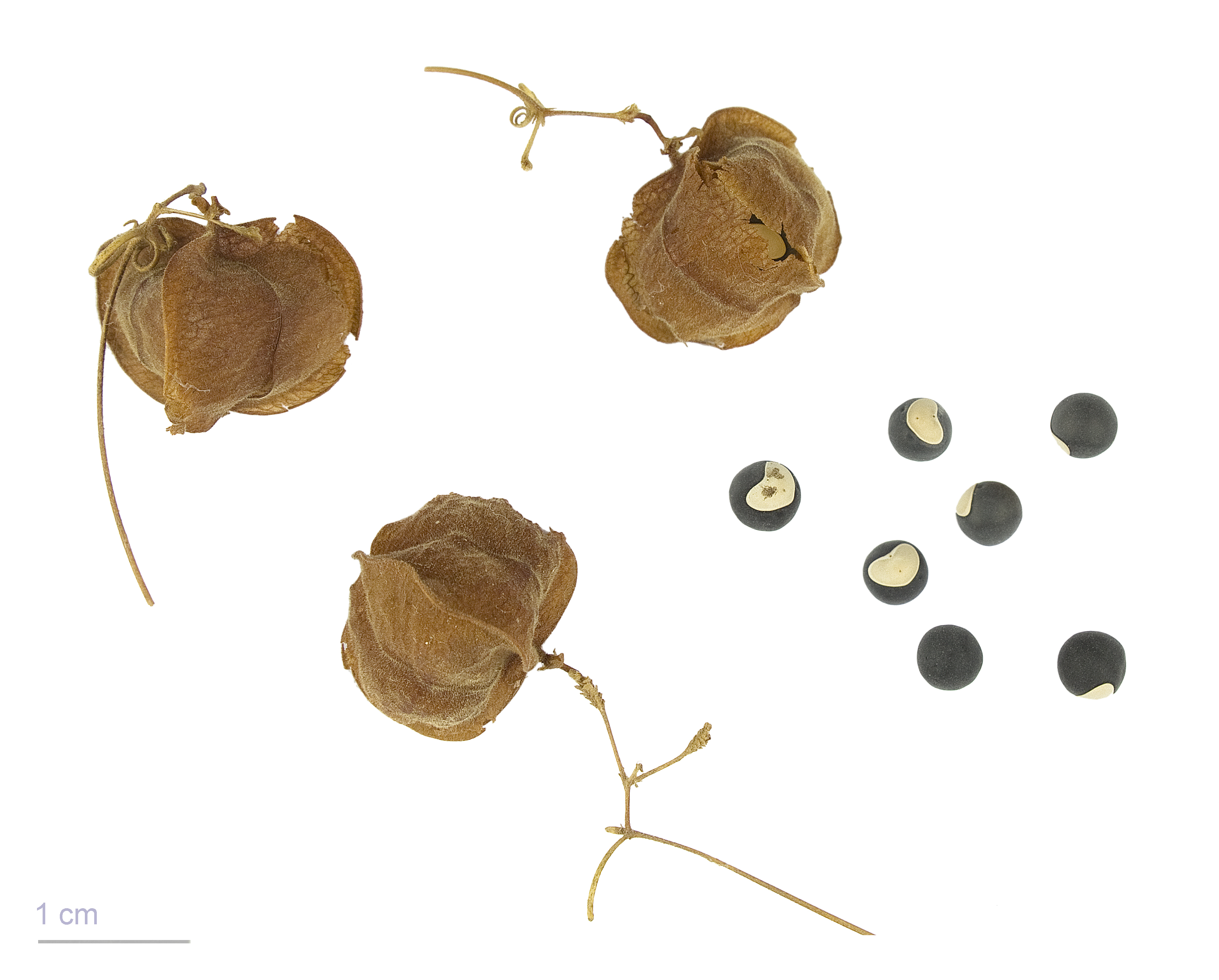
Cardiospermum halicacabum - Museum specimen
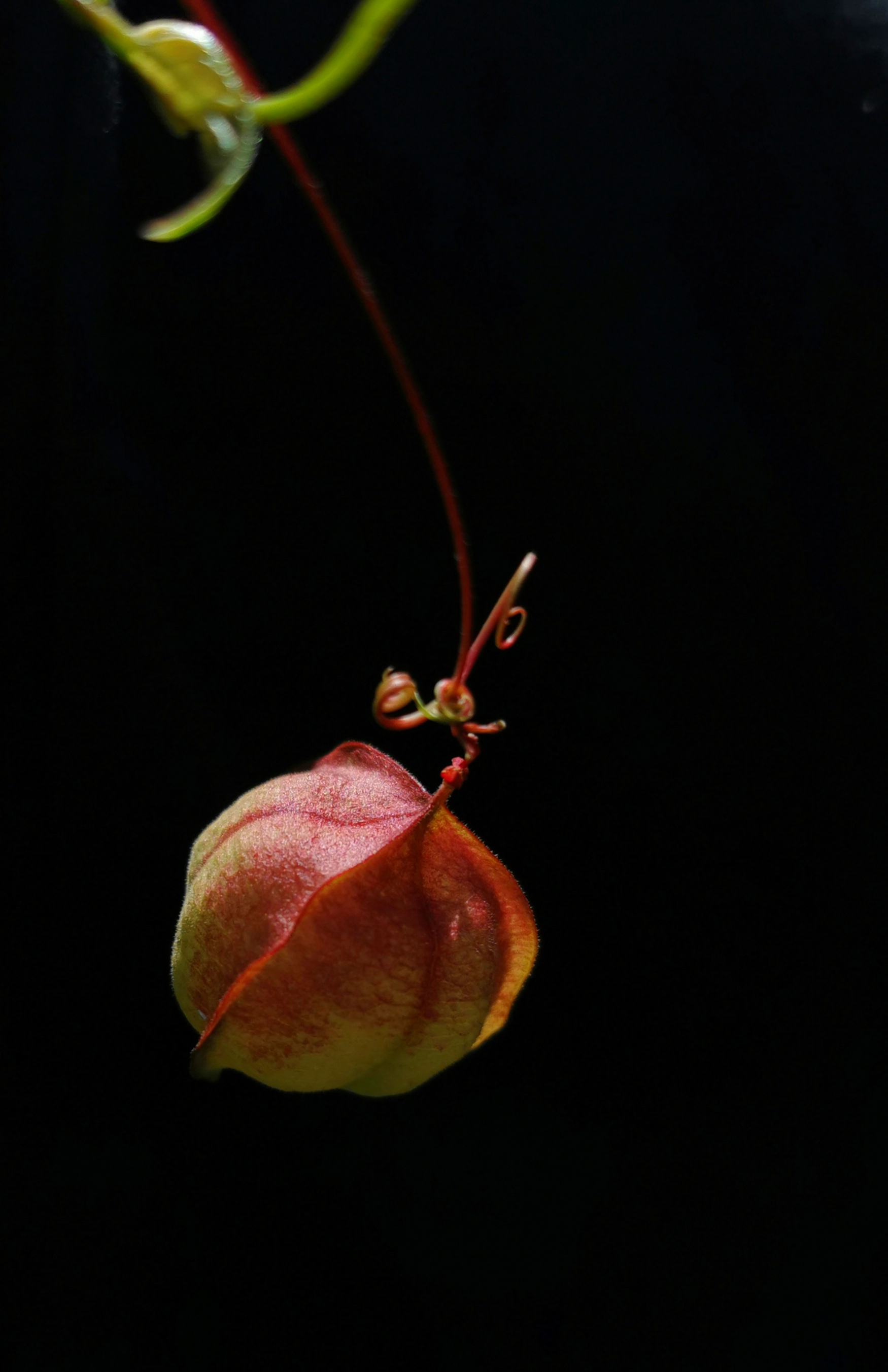
果實澎脹如氣囊
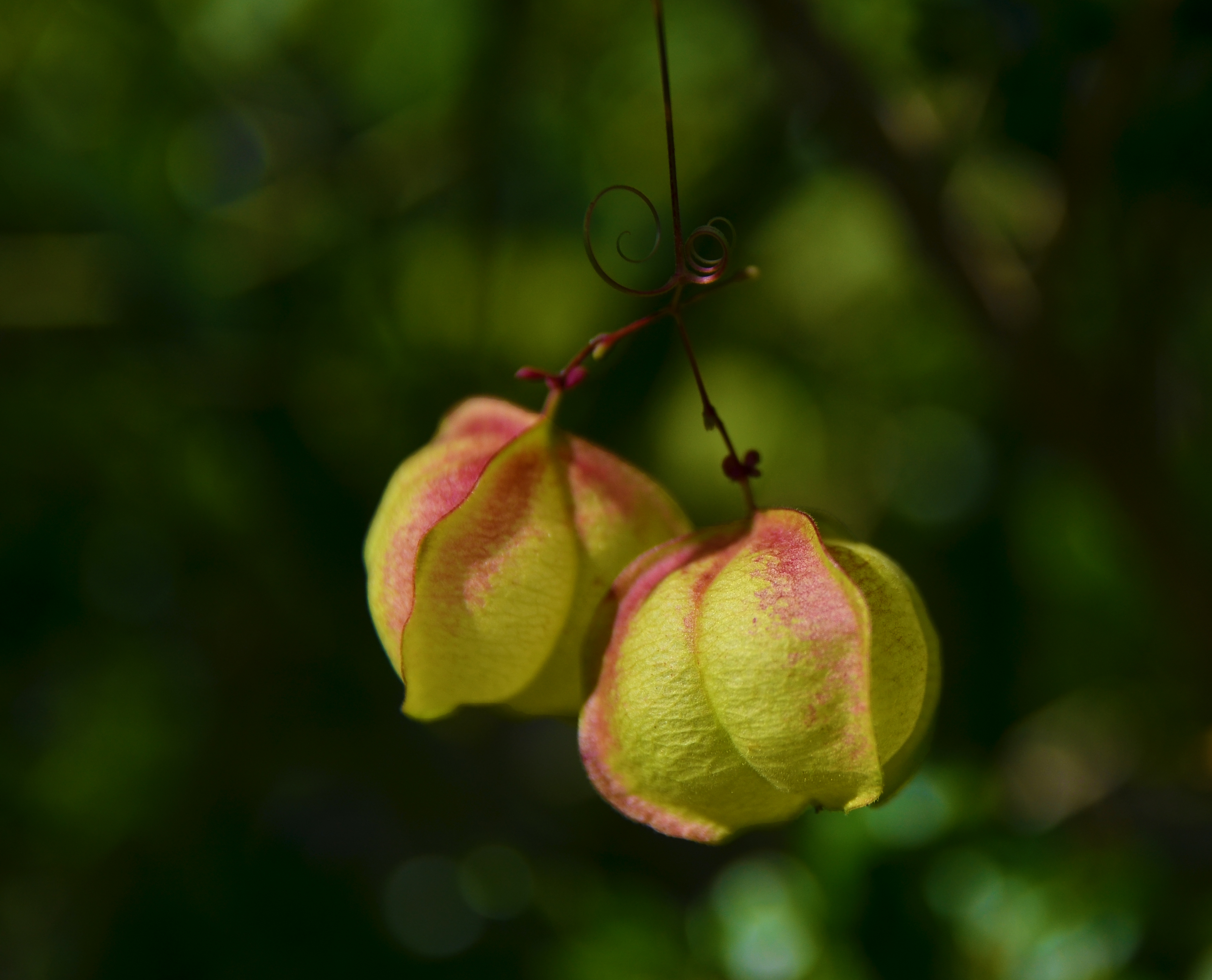
倒地鈴果實